# EPR-Effekt (Pharmakologie)

Schematische Darstellung des EPR-Effektes

Das Phänomen der passiven Anreicherung von Makromolekülen, Liposomen oder Nanopartikeln in Tumorgeweben wird als EPR-Effekt (engl. enhanced permeability and retention = „erhöhte Permeabilität und Retention“) bezeichnet. Der EPR-Effekt ist eine Variante des passiven Drug Targeting, das heißt der passiven gezielten Pharmakotherapie.

## Ursache des Phänomens
Das Gewebe der meisten malignen Tumoren unterscheidet sich physiologisch und biochemisch vom normalen Körpergewebe. Mehrere Ursachen sind für diese Differenzierung verantwortlich:
- Die extensive Ausbildung neuer Blutgefäße (Angiogenese), die mit einer Hypervaskularisierung verbunden ist. Tumoren beginnen schon ab einer Größe von 150 bis 200 µm mit der Neovaskularisierung (Ausbildung neuer Blutgefäße), um eine ausreichende Versorgung mit Nährstoffen und Sauerstoff zu gewährleisten, die für ein weiteres Tumorwachstum notwendig ist.
- Die neugeformten Blutgefäße der Tumoren weisen eine Reihe von Besonderheiten beziehungsweise Mängeln in der vaskulären Struktur auf. Dies betrifft sowohl die Form, als auch den Aufbau. Die Endothelzellen der Kapillargefäße von Tumoren sind fenestriert, das heißt, sie weisen – im Vergleich zu vielen anderen Kapillaren – deutlich größere Öffnungen (Fenestrierungen) auf.
- Auch das lymphatische System der Tumoren weist, gegenüber dem gesunden Gewebe, erhebliche Mängel auf. Eine effektive Lymphdrainage im Tumor ist daher nicht gewährleistet.
- Die Tumorzellen steigern die Produktion von Verbindungen, die eine erhöhte Durchlässigkeit des Gewebes bewirken.

All diese Faktoren führen dazu, dass Makromoleküle, Liposomen oder Nanopartikel leicht in das Tumorgewebe eindiffundieren (permeation) können, was bei gesundem Gewebe normalerweise erheblich schwieriger ist. Der Abtransport der eindiffundierten Materialien ist wegen des mangelhaften lymphatischen Systems erschwert (retention).
Die erhöhte Durchlässigkeit und das erhöhte Rückhaltevermögen für eindiffundierte Makromoleküle des Tumorgewebes kann für die tumorgerichtete Therapie von Krebserkrankungen genutzt werden (Drug Targeting).

## Therapeutische Anwendung
Konventionelle Wirkstoffe aus „kleinen Molekülen“ haben im Blutkreislauf üblicherweise nur eine kurze Plasmahalbwertszeit. Diese Wirkstoffe liegen – bedingt durch ihre kleine Molekülgröße – unterhalb der Nierenschwelle, das heißt, sie werden in den Nierenkörperchen vom Blut abgetrennt und über den Harn ausgeschieden (Renale Clearance). Während der kurzen Verweildauer im Körper diffundieren die Wirkstoffmoleküle auch in das gesunde Gewebe und verteilen sich dabei nahezu gleichmäßig im gesamten Körper. Nur relativ kleine Wirkstoffmengen gelangen so an den eigentlichen Ort der Bestimmung, den Krankheitsherd. Im gesunden Gewebe kann der Wirkstoff zu unerwünschten Nebenwirkungen führen, die letztlich die Wirkstoffdosis begrenzen und so oft eine effektive Behandlung erschweren.
Makromoleküle können – im Gegensatz zu den niedermolekularen Verbindungen – die Kapillarwände der Endothelzellen in gesundem Gewebe nicht durch Diffusion überwinden. Das gesunde Gewebe bleibt dadurch im Idealfall weitgehend von Nebenwirkungen verschont. Dagegen ermöglicht der EPR-Effekt bei Tumoren, dass große Moleküle, beziehungsweise Molekülverbände, in das Tumorgewebe hinein diffundieren können. Durch das mangelhafte Lymphatische System können sich die so eindiffundierten Substanzen im Tumor anreichern. Gegenüber der Wirkstoffapplikation in Form von einzelnen kleinen Molekülen verbessert sich so die therapeutische Breite. Der Wirkstoff ist an dem bestimmten Wirkort in höheren Konzentrationen vorhanden, als beispielsweise im gesunden Gewebe. Dieser Unterschied ist insbesondere bei hochpotenten Wirkstoffen, wie beispielsweise Zytostatika, die oft erhebliche Nebenwirkungen aufweisen, von großem Vorteil.
Die Größe des Makromoleküls ist dabei für den EPR-Effekt von entscheidender Bedeutung. Ab einer molaren Masse von etwa 20 kDalton ist der EPR-Effekt möglich.
In den vergangenen Jahren wurde eine Vielzahl von Studien mit Polymer-Wirkstoff-Konjugaten durchgeführt. Die molaren Massen lagen dabei im Bereich von etwa 20 bis 200 kDa. Beim gesunden Menschen liegt die sogenannte Nierenschwelle bei etwa 30 bis 50 kDa (was etwa 5 bis 7 nm entspricht), das heißt, dass Moleküle in diesem Größenbereich nicht über den Harn ausgeschieden werden.
Als makromolekulare Träger dienen biokompatible Polymere, wie beispielsweise Polylactide oder Poly-N-(2-Hydroxypropyl)methacrylamid (PHPMA), aber auch Dendrimere und Nanopartikel werden klinisch getestet. Ein häufig eingesetztes Trägermolekül ist Albumin. An diese Trägermaterialien konjugiert befinden sich die Wirkstoffmoleküle. Dies sind meist Zytostatika, wie beispielsweise Doxorubicin. Die Wirkstoffmoleküle können auch über spaltbare Linker an das Trägermolekül gebunden sein. Der spaltbare Linker soll die Freisetzung des Wirkstoffes, das heißt die Abtrennung vom Trägermolekül, ermöglichen. Mehrere Konzepte werden dabei diskutiert und erprobt. Beispielsweise Linker, die durch den signifikant niedrigeren pH-Wert in Tumoren gespalten werden. Hierzu gehören unter anderem die säurelabilen Hydrazone. Ein anderes Konzept sind Linker, die enzymatisch leicht gespalten werden können, wie beispielsweise Ester-Verknüpfungen, die durch Esterasen gespalten werden. Auch kurze Peptidsequenzen, wie beispielsweise das Tetrapeptid Gly-Phe-Leu-Gly, das durch das im Lysosom vieler Körperzellen vorhandene Enzym Cathepsin B gespalten werden kann, kommen zum Einsatz.
Der Grad der Permeation des Polymers in den Tumor ist von mehreren Faktoren abhängig. Neben der Größe, genauer der molaren Masse des Polymers sind seine Ladung beziehungsweise die Ladungsverteilung im Polymer, die Konformation des Polymers, seine Hydrophilie und seine Immunogenität wichtige Parameter.
Als Faustregel gilt eine molare Masse oberhalb von etwa 40 kDa, wodurch eine schnelle Ausscheidung über die Niere vermieden wird, sowie eine neutrale Ladung des Polymers. Durch beide Maßnahmen kann eine möglichst lange Zirkulation im Blutkreislauf gewährleistet werden. Vorteilhaft ist dabei oft auch der Einsatz von Polyethylenglycol-Gruppen (PEGylierung). Eine hohe Plasmahalbwertszeit ist für die Anreicherung des Polymers im Tumor von entscheidender Bedeutung.
Daneben kann auch die Tumorgröße einen Einfluss auf die Polymeraufnahme haben. Kleinere Tumoren nehmen dabei größere Mengen an Polymeren auf als größere Tumoren.

## Wirkstoffbeispiele
Caelyx ist eine spezielle Formulierung von Doxorubicin, das in PEGylierte Liposomen verkapselt ist. Dadurch wird die Kardiotoxizität von Doxorubicin deutlich reduziert. Bei Abraxane ist der Wirkstoff Paclitaxel an Albumin gebunden. Bei Zinostatin ist der Wirkstoff Neocarzinostatin an ein Styrol-Maleinsäure-Copolymer gebunden, welches im Plasma an Albumin bindet und dadurch eine Gesamtmasse von etwa 80 kDa erreicht.
Neben diesen bereits zugelassenen Arzneimitteln befinden sich eine Reihe unterschiedlicher Wirkstoffe, die auf dem EPR-Effekt basieren, in der klinischen Erprobung.

## Entdeckungsgeschichte

Beispiel für ein polymeres Wirkstofftransportsystem nach Ringsdorf (hier mit Doxorubicin als Wirkstoff)

1986 beschrieben die beiden Japaner Yasuhiro Matsumura und Hiroshi Maeda erstmals den EPR-Effekt. In mehreren Versuchsreihen markierten sie verschiedene Proteine unterschiedlicher molarer Massen, von 12 bis 160 kDa, mit 51Cr. An Proteinen verwendeten sie unter anderem Ovomuzin (M=29.000 g·mol−1), bovines Albumin (M=69.000 g·mol−1) und murines Immunglobulin G (M=160.000 g·mol−1), sowie das halbsynthetische SMANCS (M=16.000 g·mol−1). Dabei konnten sie bei Mäusen mit Tumoren signifikante Anreicherungen dieser Peptide im Tumorgewebe feststellen. Die Konzentration im Tumor war bei diesen ersten Versuchen um bis zu fünfmal höher als die Konzentration im Blut. SMANCS, ein Styrol-Maleinsäure-Copolymer, an das der Wirkstoff Neocarzinostatin-Chromophor (NCS) konjugiert ist, wurde von Maeda einige Jahre zuvor als Zytostatikum erstmals synthetisiert. Für dieses Konjugat fanden Matsumura und Maeda 19 Stunden nach Applizierung eine um den Faktor 3,2 höhere Konzentration in den Tumoren (bezogen auf die Blutkonzentration), während sie für den nicht konjugierten Wirkstoff NCS mit einer molaren Masse von 659,6 g·mol−1 in vorhergehenden Versuchen noch nicht einmal den Faktor 1 erreichen konnten.
Bei der intraarteriellen Applikation von SMANCS über eine den Tumor versorgende Arterie konnte Maedas Arbeitsgruppe das Konzentrationsverhältnis von SMANCS Tumor/Blut auf den Faktor 1200 erhöhen.
Als Ursache für die Anreicherung der Proteine im Tumor postulierten sie die a) Hypervaskularisierung, der Tumoren, b) die zuvor von mehreren anderen Arbeitsgruppen festgestellte erhöhte vaskuläre Permeabilität in Tumoren c) der schwach ausgeprägte Abtransport der Makromoleküle über die Kapillaren und d) das schlecht ausgebildete Lymphatische System in Tumoren, das ebenfalls den Abtransport dieser Moleküle stark einschränkt.
Die schlechte Entwicklung eines Lymphatischen Systems in Tumoren wies Maedas Arbeitsgruppe 1984 selbst nach. Im gesunden Gewebe werden dagegen Makromoleküle und Lipide relativ schnell aus dem Interstitium über das Lymphatische System herausbefördert.
Die ersten Konzepte für Wirkstofftransportsysteme auf der Basis von synthetischen Polymeren stammen aus dem Jahr 1975 von dem deutschen Chemiker Helmut Ringsdorf.

### Fachbücher
- H. Maeda u. a.: Polymer Drugs in the Clinical Stage. Verlag Springer, 2003, ISBN 0-306-47471-9.
- H. Maeda: Enhanced Permeability and Retention (EPR) Effect: Basis for Drug Targeting to Tumor. In: V. Muzykantovund, V. P. Torchilin (Hrsg.): Biomedical aspects of drug targeting. Verlag Springer, 2003, ISBN 1-4020-7232-5, S. 211f.

### Review-Artikel
- R. Duncan: The dawning era of polymer therapeutics. In: Nat Rev Drug Discov. 2, 2003, S. 347–360. PMID 12750738
- J. Fang u. a.: Factors and mechanism of “EPR” effect and the enhanced antitumor effects of macromolecular drugs including SMANCS. In: Adv Exp Med Biol. 519, 2003, S. 29–49. PMID 12675206
- K. Greish: Enhanced permeability and retention of macromolecular drugs in solid tumors: a royal gate for targeted anticancer nanomedicines. In: J Drug Target. 15, 2007, S. 457–464. PMID 17671892
- H. Maeda u. a.: Vascular permeability enhancement in solid tumor: various factors, mechanisms involved and its implications. In: Int Immunopharmacol. 3, 2003, S. 319–328. PMID 12639809
- Y. Luo, G. D. Prestwich: Cancer-targeted polymeric drugs. In: Curr Cancer Drug Targets. 2, 2002, S. 209–226. PMID 12188908

## Fachartikel
- R. Satchi-Fainaro u. a.: Synthesis and characterization of a catalytic antibody-HPMA copolymer-Conjugate as a tool for tumor selective prodrug activation. In: Bioorganic & Medicinal Chemistry. 10, 2002, S. 3023–3029. PMID 12110325
- R. Duncan, L. Seymour: Hiroshi Maeda – defining the pathway to targeted cancer therapy. In: Journal of Drug Targeting. 15, 2007, S. 456. PMID 17671891, doi:10.1080/10611860701505940